# Panigay Róbert
Panigay Róbert (Szatmárnémeti, 1937. február 12. – Gyergyószentmiklós, 2015. december 23.[forrás?]) erdélyi magyar író, orvos.

## Életútja
A marosvásárhelyi Bolyai Líceumban érettségizett (1955), ugyanott az Orvosi Egyetemen szerzett diplomát (1961). Körorvos Magyarbékáson (1961–68), majd körorvos és családorvos Gyergyószentmiklóson.

## Munkássága
Első írását (A Csalhó ajándéka) a budapesti Magyar Vadász közölte (1972). Cikkei jelentek meg a Hargita, Előre, Romániai Magyar Szó hasábjain. Bár könyveinek sikere a vadászirodalom népszerűségének is köszönhető, kritikusa, Burján-Gál Emil a Korunkban így jellemzi munkásságát: „... nem novellásított halász-vadász mesék vannak benne, hanem [...] a vadásztéma ürügyén szépirodalom [...] Mondanivalói emberi problematikákat járnak körül.” A budapesti Nimród folyóirat irodalmi pályázatán tíz alkalommal jutalmazták, díjat kapott a Fekete István Irodalmi Társaság pályázatán is (1985).

### Kötetei
- Puska a szegen (elbeszélések, 1982)
- Farkasnyomon (elbeszélések, 1985)
- Muki, egy medvebocs története (gyermekregény, Bukarest-Budapest, 1988)
- Rönkök között (novellák, Kolozsvár, 1989)
- Muki újabb kalandjai (gyermekregény, 1991)
- Jutalomkakas (novellák, Budapest, 1995)
- Magaslesen. Novellák, elbeszélések; Pro-Print, Csíkszereda, 1999
- Megölte a nyúl. Vadász-, horgászelbeszélések; Mark House, Gyergyószentmiklós, 2007
- A sánta vadőr; Mark House, Gyergyószentmiklós, 2012
- Válogatott novellák; szerk. Borsodi L. László, Hargita, Székelyföld Alapítvány, Csíkszereda, 2019 (Székely könyvtár)

### Díjai
- A Nimród vadászati folyóirat irodalmi pályázatán 1979 és 1991 között kilenc[1]díjat nyert.
- Fekete István Irodalmi Társaság pályázatán III. díj (Ajka, 1985)